# Børne1'eren
Børne1'eren (svenskt titel: "Barnettan") var ett danskt TV-program för barn som sändes 1994-2001 i DR1. TV-programmet har haft flera olika programledare. Figuren "Vera", spelad av Michel Castenholt, dök upp i Børne1'eren och har senare haft ett eget TV-program, Rutsj. I januari 2002 ersattes programmet av Barracuda.